# Rothley
Rothley är en ort och civil parish i Charnwood i Leicestershire i England. Orten har 3 897 invånare (2011). Byn nämndes i Domedagsboken (Domesday Book) år 1086, och kallades då Rodolei.